# Trilobachne
Trilobachne is een geslacht uit de grassenfamilie (Poaceae). De soort van dit geslacht komt voor in tropisch Azië.

## Soorten
Van het geslacht is alleen de volgende soort bekend: 
- Trilobachne cookei